# Лалио
Ла̀лио (на италиански: Lallio; на ломбардски: Lai, Лай) е малкло градче и община в Северна Италия, провинция Бергамо, регион Ломбардия. Разположено е на 216 m надморска височина. Населението на общината е 4146 души (към 2017 г.).